# زیرتابوتی

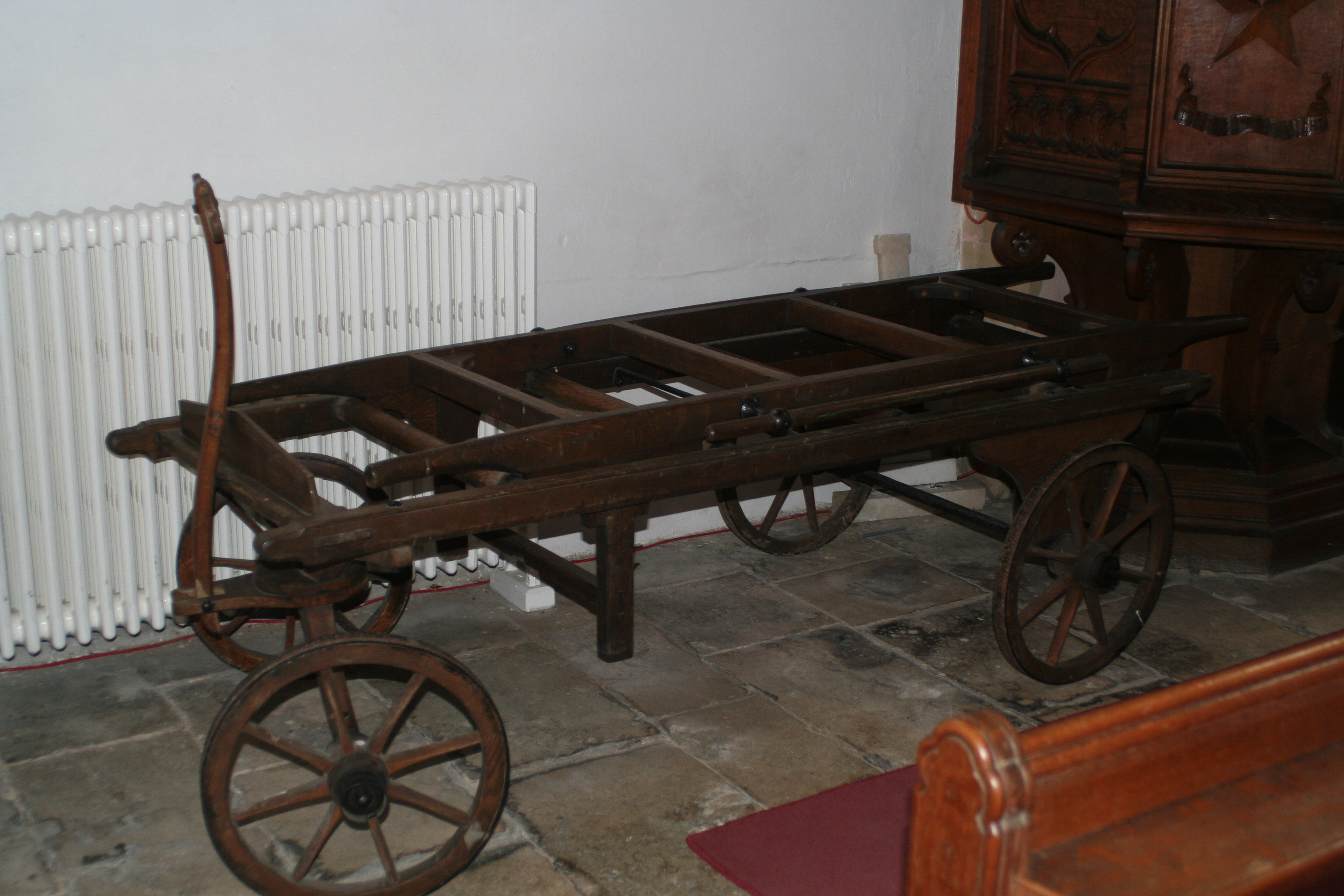
یک زیرتابوتی چرخدار در کلیسای گرندون در نورثمپتون‌شایر.

زیرتابوتی تختگاه یا وسیله‌ای است که تابوت را بر روی آن قرار می‌دهند تا بازماندگان پیش از دفن از پیکر فرد درگذشته دیدار کنند یا به‌وسیله آن تابوت به محل دفن حمل شود.
در دوران باستان نیز از زنبه‌هایی به عنوان زیرتابوتی استفاده می‌کردند که پیش از خاک‌سپاری یا آتش‌سپاری، تابوت یا جسد را گاهی همراه با گورنهاده‌ها بر روی آن قرار می‌دادند.
در مراسم خاکسپاری مسیحیان، زیرتابوتی را معمولاً در میانهٔ صحن کلیسا قرار می‌دهند و گرداگرد آن شمع روشن می‌کنند و زیرتابوتی و تابوت در خلال مراسم ختم در این محل می‌ماند.